# Camp Alpha Yaya Diallo
Pour les articles homonymes, voir Diallo et Alpha Yaya Diallo (homonymie).
Le camp Alpha Yaya Diallo est le principal camp militaire de Conakry, capitale de la Guinée.

## Historique
Le Camp Alpha Yaya a été le siège du pouvoir guinéen après le coup d'État du 23 décembre 2008 et l'installation du CNDD et de Moussa Dadis Camara.